# Liste de plantes appelées herbes
Pour les articles homonymes, voir Herbe (homonymie).
- Herbe, Cannabis
- Herbe à becquet, Geranium sanguineum L., Geraniaceae
- Herbe à bouc, Chélidoine, Chelidonium majus L.
- Herbe à bouteille, Parietaria officinalis L.
- Herbe à calalou, Solanum americanum Mill., Solanaceae
- Herbe à chapelets, Coix lacryma-jobi L., Poaceae
- Herbe à Chiron, Petite centaurée, Centaurium erythraea subsp. erythraea var. erythraea
- Herbe à cinq côtes avec de nombreux synonymes : Herbe à cinq coutures, plantain lancéolé, Plantago lanceolata L., Plantaginaceae
- Herbe à cinq feuilles, Potentilla reptans L., Rosaceae
- Herbe à coton, Filago vulgaris Lam.
- Herbe à couteau, Lolium temulentum L., Poaceae
- Herbe à crapauds, Juncus bufonius L.
- Herbe à deux bouts, Elytrigia repens subPoaAsteraceae
- Herbe à épée, Paspalum scrobiculatum L., Poaceae[1]
- Herbe à éternuer, Achillea ptarmica L., Asteraceae
- Herbe à feuilles de Polium, Hélianthème des Apennins, Helianthemum apenninum (L.) Mill.
- Herbe à foulon, Saponaire, Saponaria officinalis L.
- Herbe à gazon, toutes les espèces utilisées pour faire des pelouses; Lolium perenne, Poa pratensis, Festuca rubra, Lolium arundinaceum, Agrostis sp., et autres Poaceae
- Herbe à jaunir :
  - Genêt des teinturiers, Genista tinctoria L., Fabaceae
  - Gaude, Reseda luteola L., Resedaceae

- Herbe à la bosse, Hellébore vert, Helleborus viridis L.
- Herbe à la couleuvre, Orchis mascula (L.) L., Orchidaceae
- Herbe à la coupasse, Ajuga reptans L., Lamiaceae
- Herbe à la coupure :
  - Orpin, Sedum telephium L., Crassulaceae
  - Achillée millefeuille, Achillea millefolium L., Asteraceae

- Herbe à la cuillère, Cochlearia officinalis, Brassicaceae
- Herbe à la faux, Euphorbia amygdaloides L.
- Herbe à la femme battue, Valériane officinale, Valeriana officinalis subsp. repens (Host) O.Bolòs & Vigo
- Herbe à la fièvre, Angélique, Angelica sylvestris L.
- Herbe à la goutte, Drosera rotundifolia L.
- Herbe à la gravelle, Saxifraga granulata L.
- Herbe à la manne, Glyceria fluitans (L.) R.Br.
- Herbe à la meurtrie, Valériane officinale, Valeriana officinalis subsp. repens (Host) O.Bolòs & Vigo
- Herbe à la mule, Phyllitis sagittata (DC.) Guinea & Heywood
- Herbe à la ouate, Asclépiade commune, Asclepias syriaca L.
- Herbe à la paralysie, Primevère officinale, Primula veris L.
- Herbe à la peste, Petasites hybridus subsp. hybridus
- Herbe à la rate, Phyllitis scolopendrium (L.) Newman
- Herbe à la reine, Tabac, Nicotiana tabacum L., Solanaceae
- Herbe à la Sainte-Vierge, Stellaria holostea L.
- Herbe à la taupe, Datura stramonium L.
- Herbe à la veuve, Fumaria officinalis L.
- Herbe à la Vierge, Hierochloe odorata (L.) P.Beauv.
- Herbe à la vipère, Orchis mascula (L.) L.
- Herbe à l'ail, Alliaire, Alliaria petiolata (M.Bieb.) Cavara & Grande, Brassicaceae
- Herbe à l'ambassadeur, Tabac, Nicotiana tabacum L., Solanaceae
- Herbe à l'araignée, Phalangère ramifiée, Anthericum ramosum L.
- Herbe à l'archamboucher, Chrysosplenium alternifolium L.
- Herbe à l'aveugle, Sambucus ebulus L.
- Herbe à l'esquinancie :
  - Aspérule, Asperula cynanchica L.
  - Géranium herbe-à-robert, Geranium robertianum L., Geraniaceae

- Herbe à l'ophtalmie, Euphrasia officinalis subsp. pratensis Schübler & G.Martens
- Herbe à lunettes, Biscutella laevigata L.
- Herbe à Maggi, Ache, Levisticum officinale W.D.J.Koch, Apiaceae
- Herbe à maout, Ajuga reptans L.
- Herbe à midi, Jasione montana L.
- Herbe à miel, Cruciata laevipes Opiz
- Herbe à mille florins, Petite centaurée, Centaurium erythraea subsp. erythraea var. erythraea
- Herbe à mille trous, Millepertuis, Hypericum perforatum L.
- Herbe à mouton, Brachypodium retusum (Pers.) P.Beauv.
- Herbe à neuf chemises, Allium victorialis L.
- Herbe à Nicot, Tabac, Nicotiana tabacum L., Solanaceae
- Herbe à oignon, Cyperus rotundus L., Cyperaceae
- Herbe à Pâris, Paris quadrifolia L.
- Herbe à plumets, Dryas octopetala L.
- Herbe à poux (grande), Ambrosia trifida L.
- Herbe à poux, ou ambroisie à feuilles d'armoise, Ambrosia artemisiifolia L.
- Herbe à printemps, Chenopodium botrys L., Chenopodiaceae
- Herbe à punaises, Sambucus ebulus L.
- Herbe à Robert :
  - Géranium herbe-à-Robert, Geranium robertianum L., Geraniaceae
  - Gymnocarpe de Robert, Gymnocarpium robertianum (Hoffm.) Newman

- Herbe à rubans, Phalaris arundinacea subsp. oehleri Pilg., Poaceae
- Herbe à savon, Saponaire, Saponaria officinalis L.
- Herbe à sept têtes, Armeria maritima Willd.
- Herbe à sétons, Helleborus viridis L.
- Herbe à taupes, Épurge, Euphorbia lathyris L., Euphorbiaceae
- Herbe à tous les maux, Hypericum androsaemum L.
- Herbe à verrues :
  - Chélidoine, Chelidonium majus L.

- Herbe amère, Tanaisie, Tanacetum vulgare L., Asteraceae
- Herbe au bitume, Bituminaria bituminosa (L.) C.H.Stirt.
- Herbe au centaure, Centaurium erythraea subsp. erythraea var. erythraea
- Herbe au charpentier :
  - Ajuga reptans L.
  - Prunella vulgaris L.

- Herbe au Diable :
  - Datura stramoine, Datura stramonium L., Solanacée
  - Potentille, Potentilla erecta (L.) Räusch., Rosaceae
  - Cardamine, Cardamine impatiens, Brassicaceae

- Herbe au fic, Ranunculus ficaria L., Ranunculaceae
- Herbe au foie, Hepatica nobilis Schreb.
- Herbe au lait, Glaux maritima L.
- Herbe au loup ou aconit tue-loup Aconitum lycoctonum subsp. vulparia (Rchb.) Nyman
- Herbe au musc, Adoxa moschatellina L.
- Herbe au pauvre homme, Gratiola officinalis L.
- Herbe au porc, Huperzia selago (L.) Bernh. ex Schrank & Mart.
- Herbe au teigneux, Arctium lappa L.
- Herbe au vent :
  - Phlomis, Phlomis herba-venti L.
  - Pulsatille vulgaire, Pulsatilla vulgaris Mill.

- Herbe au verre, Salsola kali subsp. tragus (L.) Celak.
- Herbe aux ânes :
  - Onagre bisannuelle, Œnothère bisannuelle, Oenothera biennis L.
  - Onagre à longues fleurs, Œnothère à longues fleurs, Oenothera longiflora L.
  - ... et les autres onagres

- Herbe aux anges, Angélique, Angelica archangelica L., Apiaceae
- Herbe aux aulx, Alliaria petiolata (M.Bieb.) Cavara & Grande, Brassicaceae
- Herbe aux bisons, Hierochloe odorata Wahlnb.
- Herbe aux bœufs, Helleborus foetidus L.
- Herbe aux boucs, Chélidoine, Chelidonium majus L., Papaveraceae
- Herbe aux carrelets, Bunias erucago L., Brassicaceae
- Herbe aux cent goûts, Armoise, Artemisia vulgaris L., Asteraceae
- Herbe aux cerfs :
  - Peucédan, Cervaria rivini Gaertn.
  - Dryas octopetala L.

- Herbe aux chantres, Sisymbrium officinale (L.) Scop.
- Herbe aux chapeaux, Petasites hybridus (L.) G.Gaertn., B.Mey. & Scherb.
- Herbe aux charpentiers :
  - Achillée millefeuille, Achillea millefolium L., Asteraceae
  - Barbarea vulgaris R.Br.
  - Orpin, Sedum telephium L.
- Herbe aux chats :
  - Cataire, Nepeta cataria L., Lamiaceae
  - Teucrium marum L.
  - Valériane officinale, Valeriana officinalis

- Herbe aux chênes, Sanicula europaea L.
- Herbe aux cinq coutures, voir plus haut
- Herbe aux cochers, Achillée millefeuille, Achillea millefolium L., Asteraceae
- Herbe aux coitrons, Séneçon, Senecio vulgaris L., Asteraceae
- Herbe aux coliques, Lythrum salicaria L.
- Herbe aux couronnes, Romarin, Rosmarinus officinalis L., Lamiaceae
- Herbe aux cuillers, Armoracia rusticana G.Gaertn., B.Mey. & Scherb.
- Herbe aux cure-dents :
  - Visnaga daucoides Gaertn., Apiaceae
  - Herbe aux cure-dents, Ammi visnaga, Apiaceae

- Herbe aux dents de chevaux, Astragalus glycyphyllos L.
- Herbe aux dents, Cardamine bulbifera (L.) Crantz, Brassicaceae
- Herbe aux écouvillons :
  - Cenchrus alopecuroides Thunb., Poaceae
  - Pennisetum villosum R.Br. ex Fresen., Poaceae
- Herbe aux écrouelles :
  - Scrophularia umbrosa Dumort.
  - Xanthium strumarium L.

- Herbe aux écus :
  - Lunaire, Lunaria annua L., Brassicaceae
  - Lysimachia nummularia L.
  - Thlaspi arvense L.

- Herbe aux épices, Nigella sativa L.
- Herbe aux femmes battues, Tamus communis L., Dioscoreaceae
- Herbe aux gencives, Visnaga daucoides Gaertn. Apiaceae
- Herbe aux goutteux :
  - Aegopodium podagraria L.
  - Delphinium staphisagria L., Ranunculaceae

- Herbe aux grenouilles, Hydrocotyle vulgaris L.
- Herbe aux gueux, Clematis vitalba L., Ranunculaceae
- Herbe aux Juifs, Gaude, Reseda luteola, Resedaceae
- Herbe aux ladres, Thé d'Europe, Véronique, Veronica officinalis
- Herbe aux langues, Ruscus hypophyllus L.
- Herbe aux loups, Valeriana officinalis subsp. repens (Host) O.Bolòs & Vigo
- Herbe aux mamelles, Lampsane commune, Lapsana communis L.
- Herbe aux militaires, Achillée millefeuille, Achillea millefolium L.
- Herbe aux mites, Verbascum blattaria L.
- Herbe aux mouches, Inula conyza DC.
- Herbe aux oies, Potentilla anserina L.
- Herbe aux panaris, Polygonatum odoratum (Mill.) Druce, Polygonaceae
- Herbe aux panthères, Doronicum pardalianches L.
- Herbe aux patagons, Hydrocotyle vulgaris L.
- Herbe aux pattes, Tussilage, Tussilago farfara L.
- Herbe aux perles, Lithospermum officinale L.
- Herbe aux perruches, Asclépiade commune, Asclepias syriaca L.
- Herbe aux plaies, Sauge sclarée, Salvia sclarea L., Lamiaceae
- Herbe aux pouilleux, Arctium lappa L.
- Herbe aux poumons, Pulmonaria obscura Dumort., Boraginaceae
- Herbe aux poux :
  - Actée en épi, Actatea spicata
  - Delphinium staphisagria L., Ranunculaceae
  - Pedicularis sylvatica L.

- Herbe aux prêcheurs, Arnica, Arnica montana L., Asteraceae
- Herbe aux puces :
  - Herbe aux puces, Plantago psyllum, Plantaginaceae
  - Plantago afra L, Plantaginaceae
  - Plantago sempervirens Crantz, , Plantaginaceae

- Herbe aux punaises, Inula conyza DC., Asteraceae
- Herbe aux seigneurs, Bardane, Arctium lappa L., ., Asteraceae
- Herbe aux sept chemises et aux sept vertus, Allium victorialis L.
- Herbe aux sorcières, Verveine officinale, Verbena officinalis L.
- Herbe aux sorciers, Circaea lutetiana L.
- Herbe aux tanneurs, Coriaria myrtifolia L.
- Herbe aux teigneux, Petasites hybridus (L.) G.Gaertn., B.Mey. & Scherb.
- Herbe aux vaches, Sanicula europaea L.
- Herbe aux varices, Cirsium arvense (L.) Scop., Asteraceae
- Herbe aux vermisseaux, Picris hieracioides L., Asteraceae
- Herbe aux verrues :
  - Chélidoine, Chelidonium majus L., Papaveraceae
  - Euphorbe réveil-matin ou petite éclaire, Euphorbia helioscopia L., Euphorbiaceae
- Herbe aux vers :
  - Absinthe, Artemisia absinthium L., Asteraceae
  - Neottia nidus-avis (L.) Rich., Orchidaceae
  - Tanaisie, Tanacetum vulgare L.

- Herbe aux yeux bleus, Sisyrinchium montanum Greene
- Herbe aux yeux, Sambucus ebulus L., Caprifoliaceae
- Herbe barbue, Hyparrhenia hirta (L.) Stapf
- Herbe blanche :
  - Armoise, Artemisia herba-alba Asso, Asteraceae
  - Antennaria dioica (L.) Gaertn.

- Herbe bleue, Jasione montana L.
- Herbe capillaire, Asplenium adiantum-nigrum L.
- Herbe collante, Galium aparine L.
- Herbe créole, Paspalum conjugatum Bergius (Poaceae)[2]
- Herbe d'amour, Phyteuma orbiculare L.
- Herbe d'Antal, Cynoglossum germanicum Jacq.
- Herbe de Biscaye, Convolvulus cantabrica L.
- Herbe de bouc, Chenopodium vulvaria L., Chenopodiaceae
- Herbe de Capucin, Nigella damascena L.
- Herbe de cœur, Pulmonaria obscura Dumort.
- Herbe de Cuba, Sorghum halepense (L.) Pers., Poaceae
- Herbe de Dallis, Paspalum dilatatum Poir., Poaceae[3]
- Herbe de feu :
  - Armoise, Artemisia vulgaris L., Asteraceae
  - Bryone dyoïque Bryonia dioica Jacq.

- Herbe de Guinée, Panicum maximum Jacq. ou Sorghum halepense (L.) Pers., Poaceae
- Herbe de Harding, Phalaris aquatica L.
- Herbe de Hongrie, Galeopsis tetrahit L.
- Herbe de Jérusalem, Fibigia clypeata (L.) Medik.
- Herbe de la pampa, Cortaderia selloana (Schult. & Schult.f.) Asch. & Graebn.
- Herbe de la rage, Alyssum alyssoides (L.) L.
- Herbe de la Saint-Jean, Millepertuis, Hypericum perforatum L.
- Herbe de la Trinité, Hepatica nobilis Schreb.
- Herbe de la Vierge, Hierochloe odorata (L.) P.Beauv.
- Herbe de l'hirondelle, Chélidoine, Chelidonium majus L.
- Herbe de l'immortalité, Gynostemma pentaphyllum.
- Herbe de Marie, Teucrium polium L.
- Herbe de mer, Anthemis arvensis L., Asteraceae
- Herbe de saint Antoine, Helleborus viridis L.
- Herbe de saint Benoît, Benoîte commune, Geum urbanum L.
- Herbe de saint Christophe, Actée en épi, Actaea spicata L.
- Herbe de saint Étienne, Circaea lutetiana L.
- Herbe de saint Fiacre :
  - Heliotropium europaeum L.
  - Verbascum thapsus L.

- Herbe de saint Gérard, Aegopodium podagraria L.
- Herbe de saint Guillaume, Agrimonia eupatoria L.
- Herbe de saint Jacques, Jacobaea vulgaris L.
- Herbe de saint Jean :
  - Lierre, Hedera helix L.
  - Achillée millefeuille, Achillea millefolium L., Asteraceae
  - Millepertuis perforé, Hypericum perforatum
  - Securigera varia (L.) Lassen
  - Orpin, Sedum telephium L.

- Herbe de saint Joseph, Achillée millefeuille, Achillea millefolium L., Asteraceae
- Herbe de saint Laurent :
  - Menthe pouliot, Mentha pulegium L., Lamiaceae
  - Ajuga reptans L.
  - Sanicula europaea L.

- Herbe de saint Marc, Tanaisie, Tanacetum vulgare L., Asteraceae
- Herbe de saint Paul, Primevère officinale, Primula veris L., Primulaceae
- Herbe de saint Philippe, Isatis tinctoria L.
- Herbe de saint Quirin, Tussilage, Tussilago farfara L.
- Herbe de saint Roch :
  - Pulicaria dysenterica (L.) Bernh.
  - Pulicaria vulgaris Gaertn.

- Herbe de saint Sabin, Alchémille des Alpes, Alchemilla alpina L.
- Herbe de sainte Barbe, Barbarea vulgaris R.Br.
- Herbe de sainte Catherine, Potentilla erecta (L.) Räusch., Rosaceae
- Herbe de sainte Claire, Chélidoine, Chelidonium majus L., Papaveraceae
- Herbe de sainte Cunégonde, Eupatoire à feuilles de chanvre, Eupatorium cannabinum L.
- Herbe de sainte Madeleine, Agrimonia eupatoria L.
- Herbe de sainte Sophie, Descurainia sophia (L.) Webb ex Prantl
- Herbe de Sant Jordi, Centranthus ruber (L.) DC.
- Herbe d'encens, Mutellina purpurea (Poir.) Reduron, Charpin & Pimenov
- Herbe des croisades, Fibigia clypeata (L.) Medik.
- Herbe des îles, Teucrium polium subsp. purpurascens (Benth.) S.Puech
- Herbe des Juifs, Solidago virgaurea L.
- Herbe des mouflons, Armeria multiceps Wallr.
- Herbe des pampas, Cortaderia selloana (Schult. & Schult.f.) Asch. & Graebn.
- Herbe des sorcières, Circaea lutetiana L.
- Herbe d'or, Helianthemum grandiflorum (Scop.) DC.
- Herbe dorée :
  - Ceterach officinarum Willd.
  - Senecio doria L., Asteraceae

- Herbe du bon Henri, Chenopodium bonus-henricus L.
- Herbe du Diable :
  - Tormentille,
  - Succisa pratensis Moench
  - Heracleum sphondylium L.

- Herbe du lagui, Myrte commun, Myrtus communis L.
- Herbe du Mézenc, Senecio leucophyllus DC., Asteraceae
- Herbe du mont Serrat, Thymelaea sanamunda All.
- Herbe du Parnasse, Parnassia palustris L.
- Herbe du Saint-Esprit, Angélique, Angelica archangelica L., Apiaceae
- Herbe du tonnerre, Joubarbe, Sempervivum tectorum L.
- Herbe empoisonnée, Belladone, Atropa belladonna L., Solanaceae
- Herbe fataque :
  - Panicum maximum, Poaceae
  - Rottboellia cochinchinensis, Poaceae
- Herbe hépatique, Phyllitis scolopendrium (L.) Newman
- Herbe jaune, Gaude, Reseda luteola L., Resedaceae
- Herbe judaïque, Scutellaria galericulata L.
- Herbe musquée, Adoxa moschatellina L.
- Herbe percée, Millepertuis, Hypericum perforatum L., Hypericaceae
- Herbe printanière, Helleborus foetidus L.
- Herbe puante, Diplotaxis tenuifolia (L.) DC.
- Herbe rouge, Géranium herbe-à-Robert, Geranium robertianum L., Geraniaceae
- Herbe royale, Armoise, Artemisia vulgaris L., Asteraceae
- Herbe sacrée,
  - Hysope, Hyssopus officinalis L., Lamiaceae
  - sauge, Salvia officinalis L., Lamiaceae
  - verveine, Verbena officinalis L., Verbenaceae

- Herbe sainte :
  - Absinthe, Artemisia absinthium L., Asteraceae
  - Mélitte à fleur de mélisse,

- Herbe sardonique, Ranunculus sceleratus L., Ranunculaceae
- Herbe sûre, Deschampsia cespitosa (L.) P.Beauv.
- Herbe-Louise, Aloysia triphylla (L'Hér.) Britton
- Malherbe, Plumbago europaea L.